# Klimowicze (obwód miński)
Klimowicze (biał. Клімавічы, ros. Климовичи) – wieś na Białorusi, w obwodzie mińskim, w rejonie mińskim, w sielsowiecie Nowy Dwór. Od północy graniczy z Mińskiem.
W czasach Rzeczypospolitej ziemie te leżały w województwie mińskim. Odpadły od Polski w wyniku II rozbioru. W granicach Rosji wieś należała do ujezdu mińskiego w guberni mińskiej. Ponownie pod polską administracją w latach 1919–1920 w okręgu mińskim Zarządu Cywilnego Ziem Wschodnich.